# Centro de operações de segurança
Um centro de operações de segurança (em inglês Security Operations Center, sigla SOC) é um termo genérico que descreve parte ou a totalidade de uma plataforma cujo objetivo é prestar serviços de detecção e reação a incidentes de segurança. Podemos distinguir seis operações a serem executadas por um SOC:
1. Identificação de eventos de segurança;
2. Coleta;
3. Armazenamento;
4. Análise;
5. Reação.
6. observação

Assim, um SOC é composto por cinco módulos distintos:
- Geradores de alertas;
- Coletores de eventos;
- Banco de dados de mensagens;
- Mecanismos de análise;
- Software de gerenciamento de reação.

O principal problema encontrado na construção de um SOC é a integração de todos estes módulos e a correlação de dados que geram, comumente construídos como partes autônomas, conciliando a integridade, a disponibilidade e a confidencialidade dos dados e de seus canais de transmissão.
Esta plataforma pode ser interna e atender a apenas uma organização ou ser terceirizada, caso em que também é conhecido como Virtual SOC ou VSOC e pode atender uma ou mais organizações. Empresas que mantêm e operam um VSOC para outras empresas são conhecidas como provedores de Serviços Gerenciados de Segurança, MSSP, Managed Security Services Provider.
Tipicamente, um SOC trabalha 24 horas por dia, 7 dias por semana, 365 dias por ano, com mão de obra técnica especializa em Segurança da Informação e possui conexões diretas com os ativos que gerencia e monitora através de túneis VPN.

## Infraestrutura
Para atender as demandas de monitoração e gerenciamento dos ambientes de segurança, é recomendável ter uma alta disponibilidade com redundância de recursos em prédios AAA. Os SOCs devem, ainda, estar ligados a Data Centers Padrão TIER III, a mais de 5 km de distância geodésica. Dessa forma a infraestrutura permite suportar os seguintes eventos sem interrupção nos serviços prestados:
- Ausência de fornecimento de energia elétrica
- Manutenção preventiva e corretiva de componentes de rede, servidores e aplicativos
- Falha completa ou destruição de 1 SOC e 1 Data Center

Os SOCs devem também possuir, independentemente da estrutura dos prédios, controle de acesso baseado em dois fatores  - biométrico e cartão -, rede de fornecimento de energia protegido por UPS e sistema interno de TV (CFTV).
O objetivo desta infraestrutura é garantir a continuidade da prestação dos serviços, a integridade e a confidencialidade dos dados tratados.